# Championnat d'Irlande de snooker
Le championnat d'Irlande est un tournoi de snooker créé en 1947 et disparu en 2007 ouvert sur invitation aux joueurs professionnels irlandais et nord-irlandais.

## Histoire
La première édition s'est déroulée en Irlande du Nord en 1947 et a été remporté par Jackie Rea. À partir de l'année suivante, le tournoi devient un challenge où le champion choisit son adversaire. Rea s'impose jusqu'en 1971, à l'exception de 1952 où il est battu par Jack Bates. En 1972, il perd 28-12 contre Alex Higgins qui remporte au total 6 victoires, tout comme Dennis Taylor. En 1982, le tournoi devient une épreuve à élimination directe entre 8 joueurs. Dix ans plus tard, il est ouvert à 32 joueurs et organisé en  Irlande. En 1993, Ken Doherty devient le premier (et unique) irlandais à s'imposer. Le tournoi est ensuite retiré du calendrier jusqu’en 2005. Doherty gagne les deux dernières éditions en 2006 face à Michael Judge et en 2007 face à Fergal O'Brien.

## Palmarès
| Année                              | Lieu                               | Vainqueur                          | Finaliste                          | Score                              | Saison                             |
| Championnat d'Irlande (non classé) | Championnat d'Irlande (non classé) | Championnat d'Irlande (non classé) | Championnat d'Irlande (non classé) | Championnat d'Irlande (non classé) | Championnat d'Irlande (non classé) |
| ---------------------------------- | ---------------------------------- | ---------------------------------- | ---------------------------------- | ---------------------------------- | ---------------------------------- |
| 1947-1951                          | Irlande du Nord                    | Jackie Rea                         | Divers adversaires                 |                                    |                                    |
| 1952                               | Irlande du Nord                    | Jack Bates                         | Jackie Rea                         |                                    |                                    |
| 1952-1971                          | Irlande du Nord                    | Jackie Rea                         | Divers adversaires                 |                                    |                                    |
| 1972                               | Belfast                            | Alex Higgins                       | Jackie Rea                         | 28-12                              | 1971-1972                          |
| 1978 (février)                     | Belfast                            | Alex Higgins (2)                   | Dennis Taylor                      | 21-7                               | 1977-1978                          |
| 1978 (avril)                       | Belfast                            | Alex Higgins (3)                   | Patsy Fagan                        | 21-13                              | 1977-1978                          |
| 1979                               | Belfast                            | Alex Higgins (4)                   | Patsy Fagan                        | 21-12                              | 1978-1979                          |
| 1980                               | Belfast                            | Dennis Taylor                      | Alex Higgins                       | 21-15                              | 1979-1980                          |
| 1981                               | Coleraine                          | Dennis Taylor (2)                  | Patsy Fagan                        | 22-21                              | 1980-1981                          |
| 1982                               | Coleraine                          | Dennis Taylor (3)                  | Alex Higgins                       | 16-13                              | 1981-1982                          |
| 1983                               | Belfast                            | Alex Higgins (5)                   | Dennis Taylor                      | 16-11                              | 1982-1983                          |
| 1985                               | Belfast                            | Dennis Taylor (4)                  | Alex Higgins                       | 10-5                               | 1984-1985                          |
| 1986                               | Belfast                            | Dennis Taylor (5)                  | Alex Higgins                       | 10-7                               | 1985-1986                          |
| 1987                               | Antrim                             | Dennis Taylor (6)                  | Joe O'Boye                         | 9-2                                | 1986-1987                          |
| 1988                               | Antrim                             | Jack McLaughlin                    | Dennis Taylor                      | 9-4                                | 1987-1988                          |
| 1989                               | Antrim                             | Alex Higgins (6)                   | Jack McLaughlin                    | 9-7                                | 1988-1989                          |
| 1992                               | Cork                               | Joe Swail                          | Jason Prince                       | 9-1                                | 1991-1992                          |
| 1993                               | Cork                               | Ken Doherty                        | Stephen Murphy                     | 9-2                                | 1992-1993                          |
| 2005                               | Templeogue                         | Joe Swail (2)                      | Ken Doherty                        | 9-7                                | 2005-2006                          |
| 2006                               | Templeogue                         | Ken Doherty (2)                    | Michael Judge                      | 9-4                                | 2006-2007                          |
| 2007                               | Dublin                             | Ken Doherty (3)                    | Fergal O'Brien                     | 9-2                                | 2007-2008                          |